# Bāsār
Bāsār är en ort i Indien.   Den ligger i distriktet West Siang och delstaten Arunachal Pradesh, i den östra delen av landet, 1 700 km öster om huvudstaden New Delhi. Bāsār ligger 620 meter över havet och antalet invånare är 4 157.
Terrängen runt Bāsār är kuperad åt sydväst, men åt nordost är den bergig. Bāsār ligger nere i en dal. Runt Bāsār är det ganska glesbefolkat, med 38 invånare per kvadratkilometer. Det finns inga andra samhällen i närheten. I omgivningarna runt Bāsār växer i huvudsak städsegrön lövskog.